# نظرية أولدوفاي

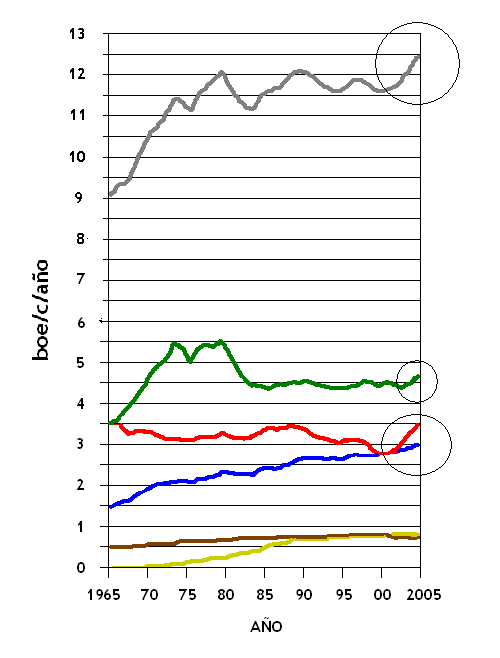
نصيب الفرد من استهلاك الطاقة في جميع أنحاء العالم (الخط الرمادي) ومقسم إلى مصادر الطاقة وفقًا لموقع TheOilDrum.com

تنص نظرية أولدوفاي على استمرار الحضارة الصناعية الحالية اعتبارًا من عام 1930 حتى مائة عام بحد أقصى. ستعود البشرية تدريجيًا إلى مستويات حضارية مماثلة لتلك التي كانت موجودة سابقًا، بدءًا من عام 2030 فصاعدًا، والتي بلغت ذروتها في حوالي ألف عام (عام 3000 ميلادية) وهي ثقافة قائمة على الصيد، مثل تلك التي كانت موجودة على الأرض قبل ثلاثة ملايين سنة، في الوقت الذي تطورت الصناعة الأولدوانية؛ ومن هنا جاء اسم هذه النظرية، التي طرحها ريتشارد سي دنكان بناءً على خبرته في التعامل مع مصادر الطاقة وحبه لعلم الآثار.
طُرحت هذه النظرية أولًا في عام 1989 تحت اسم «نظرية الموجة المؤقتة». اُعتمد اسم النظرية الحالي بعد ذلك في عام 1996، وهو مستوحى من الموقع الأثري الشهير (وادي أولدوفاي)، لكن النظرية لا تعتمد بأي شكل من الأشكال على البيانات التي جُمعت في ذلك الموقع. نشر ريتشارد سي دنكان عدة نسخ لورقته البحثية منذ ظهورها لأول مرة بقيم ونتائج مختلفة، والتي كانت مصدرًا للنقد والجدل.
حدد دنكان خمسة افتراضات في عام 2007، بناءً على ملاحظة البيانات حول:
1. نصيب الفرد من الطاقة المنتجة في العالم.
2. قدرة الأرض الاستيعابية.
3. العودة إلى استخدام الفحم كمصدر أولي طبقًا لنظرية قمة هوبرت.
4. حركات الهجرة البشرية.
5. مراحل استخدام الطاقة في الولايات المتحدة.[2]

نشر دنكان تحديثًا آخر في عام 2009، يؤكد فيه على الافتراض المتعلق باستهلاك الطاقة العالمي للفرد فيما يتعلق بدول منظمة التعاون الاقتصادي والتنمية، إذ عقد مقارنة سابقة مع الولايات المتحدة فقط، ما يقلل من أهمية دور الدول الصناعية الجديدة.
صاغ أشخاص مختلفون، كبيدرو برييتو، بناءً على هذه النظرية ونظريات أخرى تدور حول الانهيار الكارثي أو الموت الجماعي، سيناريوهات محتملة بتواريخ وأحداث اجتماعية مختلفة. على جانب آخر، يؤمن مجموعة أخرى من الأشخاص، كريتشارد هاينبرغ أو جارد دايموند بالانهيار المجتمعي، لكنهم لا يزالون يتصورون احتمالية حدوث سيناريوهات جيدة، إذ يمكن حدوث تراجع في النمو مع استمرار الرفاهية.
اُنتقدت هذه النظرية بسبب طريقة طرح مشكلة حركات الهجرة والتوجه الأيديولوجي لدار النشر التي نشرت مقالاتها (ذا سوشيال كونتاركت بريس)، التي تدعم مناهضة الهجرة وتحديد النسل. ظهرت انتقادات كبيرة لكل من الأسس الجدلية والأيديولوجيات المختلفة التي تتعارض مع مثل هذه الاتجاهات، كنظرية القرن، كما فشل المؤيدون للمدن المستدامة، والأوضاع البيئية ومواقف الدول المختلفة في وضع أساس ثابت لمثل هذه المطالبات.

## تاريخ النظرية
اقترح الكاتب ريتشارد سي دنكان نظرية أولدوفاي لأول مرة في عام 1989 تحت عنوان «نظرية الموجة المؤقتة للحضارة الصناعية». اُستكملت هذه النظرية لاحقًا في عام 1993 بمقال «متوسط العمر المتوقع للحضارة الصناعية: تدهور التوازن العالمي».
قدم دنكان ورقة بحثية بعنوان «نظرية أولدوفاي: الانحدار نحو العصر الحجري ما بعد العصر الصناعي» في يونيو عام 1996، واعتمد مصطلح «نظرية أولدوفاي» بدلًا من «نظرية الموجة المؤقتة» المستخدمة في الورقة السابقة. نشر دنكان نسخة مُحدثة من نظريته بعنوان «ذروة إنتاج النفط العالمي والطريق إلى وادي أولدوفاي» في مؤتمر القمة لعام 2000 للجمعية الجيولوجية الأمريكية في 13 نوفمبر عام 2000. أضاف دنكان مجموعة من البيانات في نظريته الصادرة في عام 2003 والتي نُشرت في مقالة «نظرية أولدوفاي: الطاقة والسكان والحضارة الصناعية».

## الوصف
يعتمد نموذج نظرية أولدوفاي بشكل أساسي على نظرية قمة هوبرت وعائد الطاقة للفرد من النفط. أثبتت الأبحاث أن معدل استهلاك الطاقة والنمو السكاني العالمي لا يمكنه الاستمرار بنفس معدل القرن العشرين من أجل مواجهة نفاذ النفط المتوقع.
بعبارة أخرى، تُعرف نظرية أولدوفاي بأنها ارتفاع وانخفاض جودة الحياة المادية وهي حاصل قسمة المعدل الناتج عن زيادة أو نقص إنتاج مصادر الطاقة واستخدامها واستهلاكها على معدل نمو سكان العالمي. ارتفع هذا المعدل سنويًا بنحو 2.8% منذ عام 1954 وحتى عام 1979، ومن ثم زاد بشكل متقطع بنسبة 0.2% سنويًا منذ ذلك التاريخ حتى عام 2000. زاد مرة أخرى بمعدل متسارع منذ عام 2000 وحتى عام 2007، بسبب تطور الأسواق الناشئة.
اعتبر ريتشارد سي دنكان أن ذروة استهلاك الفرد من الطاقة في عام 1979 هي ذروة الحضارة وذلك في الأبحاث التي سبقت عام 2000. اعتبر عام 2010 التاريخ المحتمل لذروة الطاقة للفرد، نظرًا للنمو الحالي منذ عام 2000 في الأسواق الناشئة. ولكن على الرغم من هذا التعديل، لا يزال يدعي أن معدل إنتاج الطاقة للفرد في عام 2030 سيكون مماثلًا لمعدل عام 1930، معتبرًا ذلك التاريخ نهاية الحضارة الحالية.
تُظهر النظرية أن أولى علامات الانهيار المتوقعة تتكون غالبًا من سلسلة من انقطاعات الطاقة والتي ستنتشر في العالم الأول. سيشهد العالم تحولًا من حضارة اليوم إلى حالة قريبة من تلك التي كانت موجودة في عصر ما قبل الصناعة، بسبب نقص الطاقة الكهربائية والوقود الأحفوري. ويستمر في السرد بأنه من المتوقع تحول المستوى التكنولوجي في النهاية من مستويات تشبه العصور المظلمة إلى تلك التي لُوحظت في العصر الحجري في غضون ثلاثة آلاف عام تقريبًا، وهذا هو المتوقع في الأحداث التي تعقب هذا الانهيار.
يتخذ دنكان الحقائق التالية أساسًا لصياغة معطيات نظريته:
1. البيانات التي حصل عليها عن نصيب الفرد من إنتاج الطاقة في العالم.
2. زيادة التعداد السكاني في العالم منذ عام 1850 وحتى عام 2005.
3. قدرة الأرض الاستيعابية في حالة عدم وجود نفط.[18][19][20][21][22][23]
4. مراحل استخدام الطاقة ومستوى نموها في الولايات المتحدة مقارنةً بالمراحل العالمية، بسبب سيطرتها.
5. تحديد عام 2007 كعام ذروة النفط.
6. حركات الهجرة البشرية أو مبدأ الجاذبية.

النظرية لها خمسة افتراضات، وفقًا لدونكان: 
1. انتهى النمو المتسارع لإنتاج الطاقة العالمي في عام 1970.
2. من المتوقع حدوث فترات من النمو والركود والانخفاض النهائي في إنتاج الطاقة للفرد في الولايات المتحدة قبل حدوث هذه الفترات في بقية العالم. سيحدث تحول في مصدر الطاقة الأساسي من النفط إلى الفحم، في مثل هذه الفترات.
3. سيبدأ الزوال النهائي للحضارة الصناعية بين عامي 2008 و2012.
4. سيكون انقطاع الطاقة الجزئي والكلي بمثابة مؤشرات موثوقة للفناء النهائي أو الأخير.
5. سينخفض عدد سكان العالم تماشيًا مع نصيب الفرد من إنتاج الطاقة في العالم.

## تحديثات النظرية

### تحديث عام 2009
نشر دنكان تحديثًا في عام 2009 لنظريته، إذ قارن منحنى الدول الأعضاء في منظمة التعاون الاقتصادي والتنمية (30 دولة) بالنسبة لمنحنى بقية دول العالم غير الأعضاء في منظمة التعاون الاقتصادي والتنمية (165 دولة) والتي تضم البرازيل والهند والصين، وذلك بعد الانتقادات التي تلقاها بسبب التناقض الذي أظهره منحنى استهلاك الطاقة للفرد في الولايات المتحدة، والذي يميل إلى الانخفاض، بينما يميل المنحنى العالمي إلى الزيادة بشكل غير عادي بعد عام 2000.
استنتج دنكان في ورقته البحثية الجديدة الذروات المختلفة لنصيب الفرد من استهلاك الطاقة في العالم، كما يلي:
- 1973: ذروة نصيب الفرد من الطاقة في الولايات المتحدة.[4]
- 2005: ذروة نصيب الفرد من الطاقة في دول منظمة التعاون الاقتصادي والتنمية، وتبلغ حوالي 4.75 طن من النفط المكافئ للفرد.[4][25][26]
- 2008: انخفض المؤشر الرئيسي المركب للصين والهند والبرازيل انخفاضًا حادًا في عام 2008،[27] بعد زيادة نصيب الفرد من الاستهلاك في الدول غير الأعضاء في منظمة التعاون الاقتصادي والتنمية منذ عام 2000 وحتى عام 2007 بنسبة 28%، ما دفعه إلى استنتاج أن متوسط مستوى المعيشة في الدول غير الأعضاء في منظمة التعاون الاقتصادي والتنمية بدأ في الانخفاض بالفعل.[4] يبدو مع ذلك تناقض تقرير منظمة التعاون الاقتصادي والتنمية الصادر في فبراير عام 2010 مع هذا الادعاء.[28]
- 2010: التاريخ الأكثر احتمالية لذروة نصيب الفرد من الطاقة على مستوى العالم.[4]

يتوقع دنكان في هذا السيناريو الجديد انخفاض متوسط مستوى المعيشة أو الطاقة للفرد في الولايات المتحدة بنسبة 90% بين عامي 2008 و2030، وانخفاض مستويات دول منظمة التعاون الاقتصادي والتنمية بنسبة 86%، وانخفاض مستوى الدول غير الأعضاء في منظمة التعاون الاقتصادي والتنمية بنسبة 60%. سيلحق متوسط مستوى المعيشة في دول منظمة التعاون الاقتصادي والتنمية بمتوسط مستوى دول بقية العالم بحلول عام 2030 ويبلغ حوالي 3.53 برميل من مكافئ برميل النفط للفرد.